# Coenochilus apicalis
Coenochilus apicalis är en skalbaggsart som beskrevs av John Obadiah Westwood 1874. Coenochilus apicalis ingår i släktet Coenochilus och familjen Cetoniidae. Inga underarter finns listade i Catalogue of Life.